# MovieJack
MovieJack war früher eine Software zum Konvertieren von Video-DVDs, mittlerweile ein Video-Downloader. Als erste Software im kommerziellen Markt ebnete diese den Weg für viele heute erhältliche ähnlich aufgebaute sogenannte Ripper.
Entwickelt von der Firma Engelmann Software und vertrieben von der Firma S.A.D. wurde im Zuge des neuen Urheberrechtsgesetzes 2003 die Funktion zum Knacken des CSS-Kopierschutzes entfernt und danach konnten nur noch Video-DVDs ohne Kopierschutz konvertiert werden.
Der Hersteller von MovieJack musste seinerzeit aufgrund einer einstweiligen Verfügung der Kanzlei Waldorf sämtliche Produkte vom Markt nehmen.
Im Laufe der Jahre wurde das MovieJack Produktspektrum immer weiter ausgebaut. Neben dem ursprünglichen Ripper zur Umwandlung in VCDs bzw. SVCD konnten auch Video-DVDs transkodiert oder gesplittet werden.
Mit MovieJack Mobile wurde auch der Markt der mobilen Endgeräte bedient und DVDs bzw. alle möglichen Arten von Videodateien werden u. a. für Handys (im 3GPP Format) oder die Playstation Portable konvertiert. Eingesetzt wurde dabei u. a. der Videocodec HDX4.
Seit 2016 ist MovieJack ein Video-Downloader für Portale wie YouTube, Clipfish, Dailymotion, Vevo, Vimeo und einige Mediatheken.